# Phyllis Chan
Phyllis Chan (18 de julio de 1991) es una deportista canadiense que compitió en bádminton. Ganó una medalla de bronce en los Juegos Panamericanos de 2015, en la prueba de dobles.

## Palmarés internacional
| Juegos Panamericanos | Juegos Panamericanos | Juegos Panamericanos | Juegos Panamericanos |
| Año                  | Lugar                | Medalla              | Prueba               |
| -------------------- | -------------------- | -------------------- | -------------------- |
| 2015                 | Toronto (Canadá)     | Medalla de bronce    | Dobles               |